# Zasilni izhod v primeru požara
Zasilni izhod je praktično ena najnujnejših predpozicij vsake stavbe. Le te najdemo v več različicah, v primeru požara prevladujejo predvsem zasilne stopnice ali lojtra, ki je običajno nameščena na zunanjem delu objekta. Ta izhod se uporablja predvsem v primeru, ko v notranjosti stavbe prehod na varno več ni mogoč. Stopnične zasilne izhode najdemo na zgradbah z več nadstropji, denimo na stolpnicah.

## Sistem
Ognjeni zasilni izhod je sestavljen iz številnih horizontalnih platform od katerih je vedno ena nameščena v vsakem nadstropju objekta. Sestavljajo jo stopnice ali pa kar lojtra, ki so grajene iz odprtih jeklenih rešetk, ki niso gorljive prav tako pa je material dovolj vzdržljiv, da služi namenu tudi več desetletij. Lojtra je lahko sestavljena kompletno ali pa ima sistem, kjer se jo lahko sestavi oziroma razstavi na več delov. Vstop na takšen izhod je mogoč skozi okno ali pa zasilna vrata, odvisno kaj določena stavba ponuja. V primeru, da so vrata priložena so le ta obdana tudi s protipožarnim alarmom, kar tudi pomaga pri preprečevanju uporabe v nezasilnih situacijah.

## Zgodovina
Če primerjamo uporabo takšne zasilne opcije danes s preteklostjo lahko ugotovimo, da se v današnjem času te stopnice ne uporabljajo več tako pogosto. Razlog za to je predvsem izboljšana tehnologija, saj imajo modernejše stavbe na voljo detektorje ognja oziroma dima, protipožarne brizgalke, gasilne aparate, ter preostalo zasilno gasilsko opremo, ki omogoča boljši dostop gasilcem v objekt.
Eden izmed prvih protipožarnih zasilnih izhodov je bil zgrajen v osemnajstem stoletju in sicer v Angliji. Leta 1784 je Daniel Maseres ugotovil, da bi bilo dobro skozi okno dati vrvico, ki bi bila v primeu bežanja pred ognjem zelo priporočljiva. Pozneje se je seveda zadeva nadgrajevala, denimo Abraham Wivell je izdelal še tako imenovani bežeči spust, ki je omogočal še hitrejši pobeg pred nevarnostjo. Stopnice so se pričele uporabljati v sredini dvajsetega stoletja.